# Schilling-Museum

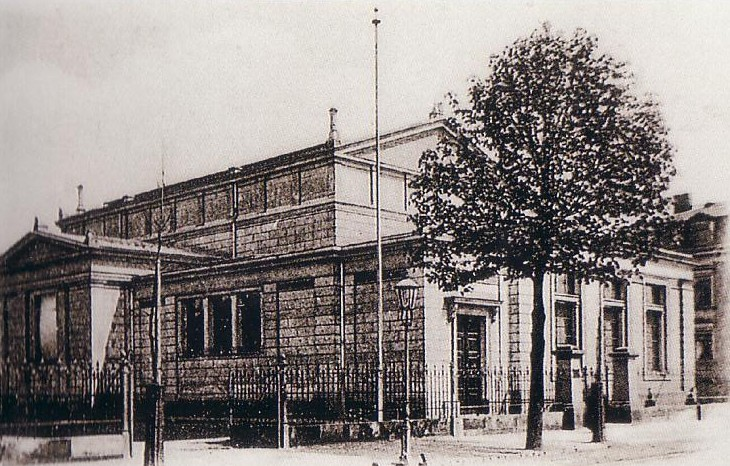
Schilling-Museum, um 1900

Das Schilling-Museum war ein bis 1945 existierendes Museum in der Pirnaischen Vorstadt in Dresden, das dem sächsischen Bildhauer Johannes Schilling gewidmet war und Gussmodelle seiner Werke zeigte.

## Geschichte
Das Schillingmuseum entstand 1888 auf eigene Initiative des Bildhauers auf dem Grundstück Pillnitzer Straße 63. Schilling selbst hatte sich für den Bau entschieden, um hier seine zahlreichen Gipsmodelle unterzubringen und der Öffentlichkeit präsentieren zu können. Die Finanzierung erfolgte mit Hilfe einer Ehrengabe des deutschen Kaisers in Höhe von 30.000 Mark und einem Zuschuss des sächsischen Staates in gleicher Höhe. 1908 ging das Museum in den Besitz der Stadt Dresden über.
Das Gebäude im streng klassizistischen Stil wurde nach Entwürfen von Schillings Sohn Rudolf durch Hermann August Richter ausgeführt. Die Fassade war mit Sandstein verkleidet und orientierte sich an den für klassische Museen dieser Zeit typischen Stilformen. Organisatorisch gehörte das Schilling-Museum zu den Städtischen Sammlungen Dresdens. 1945 wurde das Gebäude bei den Luftangriffen auf Dresden schwer beschädigt und 1948 abgetragen.

## Ausstattung
Im Inneren des Museums befanden sich mehrere farblich unterschiedlich gestaltete Säle, wobei sich der Architekt Rudolf Schilling an der Idee Gottfried Sempers orientierte, nach der sich der Charakter von Ausstellungsräumen je nach Form und Zweck untereinander verändern sollte. Der Besucher betrat zunächst eine in meergrün ausgemalte Vorhalle, in der neben kleineren Plastiken eine Kopie des von Johannes Schilling gestalteten Niederwalddenkmals zu sehen war. Die Hintergrundgestaltung stammte vom Maler Friedrich Preller. Den Mittelpunkt des Hauses bildete der „Germania-Saal“ mit einem Gussmodell der monumentalen Germania-Figur dieses Denkmals. Die zu den Hauptwerken Schillings gehörende Plastik in sechsfacher Lebensgröße war vor orangefarbenem Hintergrund aufgestellt, der dem Raum einen festlichen Rahmen verlieh. In der angrenzenden „Halle des Denkmals für die gefallenen Krieger Hamburgs“ waren die Wände hingegen dunkelviolett gehalten. Hier befanden sich die Gussvorlagen für das 1875 errichtete Kriegerdenkmal in Hamburg. Weitere Räume zeigten u. a. Schillings Modelle des Schiller-Denkmals in Wien, der Vier Tageszeiten an der Brühlschen Terrasse in Dresden, der Panther-Quadriga auf der Semperoper und des Dresdner Gottfried-Semper-Denkmals. Auch zahlreiche Entwürfe und kleinere Arbeiten Johannes Schillings waren ausgestellt.